# Klaus Peter Heiss
Klaus Peter Heiss (* 21. August 1941 in Brixen, Südtirol; † 24. Juli 2010 ebenda) war Weltraumwissenschaftler, NASA-Raumfahrtexperte und US-Regierungsberater. 

## Leben und Wirken
Klaus Peter Heiss’ Leben galt der Wissenschaft und Weltraumforschung. Viele Jahre setzte er sich für das Wahlrecht der Auslandsösterreicher ein, das er letztendlich auch erreichte.
Nach dem Besuch des Franziskanergymnasiums in Bozen studierte Klaus Peter Heiss an der Wirtschaftsuniversität Wien. Er wurde aktives Mitglied der AKV Aggstein Wien im ÖKV. In Wien lernte Heiss den Professor Oskar Morgenstern von der Universität Princeton kennen und kam mit ihm in Kontakt. 1964 wurde Heiss zum Dr.rer.comm. promoviert, studierte an der Bocconi in Mailand und ging dann an die Universität Princeton in den USA, wo er als Assistent von Prof. Oskar Morgenstern arbeitete.
Heiss befasste sich dort mit der Spieltheorie, mit ökonometrischen Forschungen, Wirtschaftsmathematik und der friedlichen Nutzung der Atomenergie, er entwarf Modelle für Waffenkontrolle, Entwaffnungsprogramme und Transportsysteme. Seine Forschungen trugen auch zur Entwicklung des Space Shuttles bei. Heiss war Initiator des Columbus 500 Space Sail Cup, wodurch der solare Lichtdruck für den Weltraumtransport genutzt werden soll, ferner erarbeitete er Vorschläge zur Weltraumkommunikation und Weltraumverteidigung.
Heiss war Gründer, Präsident und Direktor von Econ inc, Gründer und Präsident der Three Sigma Group sowie Gründungsmitglied der High Frontier Europe. In Sachen Weltraumkommunikation gründete Heiss Oeco Tel mit Sitz in Wien, die später von Bank Austria aufgekauft wurde. Heiss brachte entscheidend die private Finanzierung des Weltraumtransports (Space Tran Corp) voran, was letztendlich zu einer grundlegenden Neuausrichtung der US-Weltraumpolitik führte. Weil Heiss die Möglichkeiten von Fernerkundungssystemen aus dem Weltraum aufzeigte, wurde 1984 in den USA durch Gesetz der private Besitz von entsprechenden Fernerkundungsdaten untersagt.
1990 und 1994 zog Heiss in Wien ohne Erfolg in den Wahlkampf mit einem Programm, das er die modifizierten Tiroler Freiheiten nannte: Wahlrecht für alle im In- und Ausland, Einhaltung der Dreiteilung der Staatsgewalt, Abschaffung des Clubzwangs im Parlament und sonstiger Zwangsmitgliedschaften, Würdigung der Arbeit älterer Mitbürger und Privatisierung des Staatseigentums und aller Staatsmonopole. 
Seine letzten Lebensjahre verbrachte Heiss in Brixen. Am 24. Juli 2010 erlag Heiss den Folgen einer Krebserkrankung.

## Ehrungen
Heiss berufliche Leistungen wurden mit Auszeichnungen gewürdigt, zuletzt erhielt er 2009 die Ehrenmedaille der Stadt Brixen. Dazu kommen der „NASA Public Service Award“ für außergewöhnliche Leistungen im US-Weltraumprogramm (1981) und die „NASA Distinguished Public Service Medal“ für außergewöhnliche Pionierarbeit in der Weltraumforschung (2008).
Die Goldene Ehrenmedaille der Auslandsösterreicher erhielt Heiss, weil er 20 Jahre lang – schlussendlich erfolgreich – für das Wahlrecht von im Ausland lebenden österreichischen Staatsbürgern kämpfte und in dieser Zeit mehrmals den Verfassungsgerichtshof (Österreich) anrief.